# Aguiarnópolis
Aguiarnópolis este un oraș în Tocantins (TO), Brazilia.